# 稻鼠
稻鼠（英語：rice rats）指稻鼠族（Oryzomyini）中的多個屬，牠們皆歸類於新世界鼠。「稻鼠」一詞主要是指稻鼠屬（Oryzomys）中的各種鼠類，但也有許多其他屬下之物種可稱為稻鼠。其各屬組成一個並系群，無法對應某個特定分類單元。